# Снетница
Снетни́ца (русин. Снітниця, пол. Śnietnica) — село в Польше, находящееся на территории гмины Усце-Горлицке Горлицкого повята Малопольского воеводства.

## География
Село находится в 6 км от Усце-Горлицке, в 17 км от Горлице и в 102 км от Кракова.

## История
До конца Второй мировой войны большинство жителей села составляли лемки. В 1946—1947 годах большинство жителей села было переселено во время операции «Висла» на западные территории Польши. В настоящее время большинство населения села составляют поляки.

## Достопримечательности
- Церковь святого Димитрия Солунского — грекокатолическая церковь.